# Ivo Rodrigues
Ivo Rodrigues, född 15 oktober 1960, är en friidrottare från Brasilien. Han deltog vid olympiska sommarspelen 1988.